# Paul Rudolph (architetto)
Paul Marvin Rudolph (Elkton, 23 ottobre 1918 – New York, 8 agosto 1997) è stato un architetto statunitense.

## Biografia
Allievo di Walter Gropius, ricercò una notevole espressività in planimetrie e sezioni esplorando estensivamente, in numerosi progetti, il tema della casa di abitazione. Paul Rudolph elaborò diverse proposte residenziali innovative nelle relazioni funzionali e spaziali degli ambienti interni che, nel contempo, intrecciavano complesse relazioni con lo spazio e il clima esterno. Docente alla Yale University dal 1958 al 1965, ne progettò il dormitorio per studenti coniugati (1960) e il dipartimento di architettura.
Altre sue opere si trovano in tutti gli USA e perfino a Giacarta.

## Galleria d'immagini

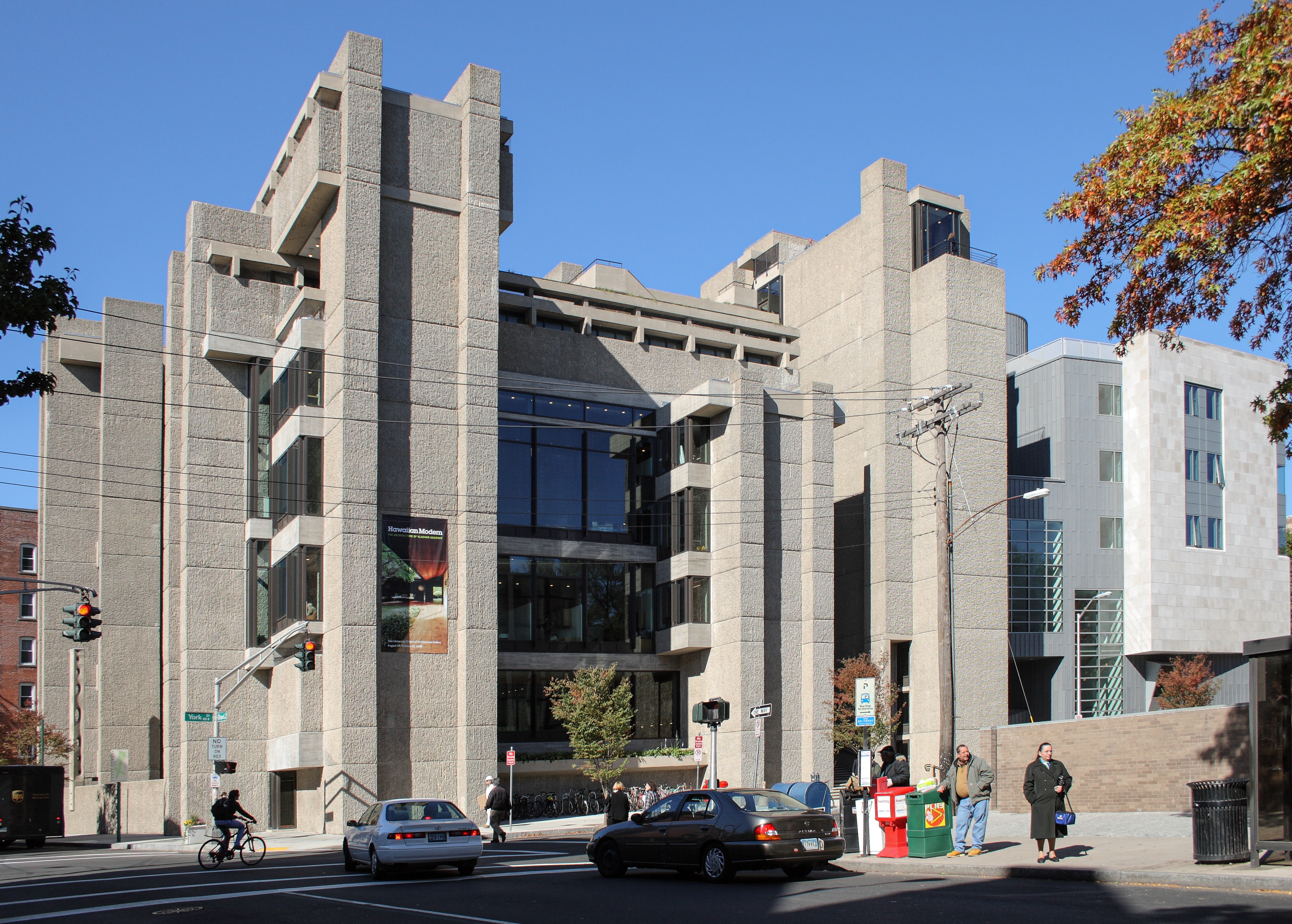
Palazzo dell'architettura Yale
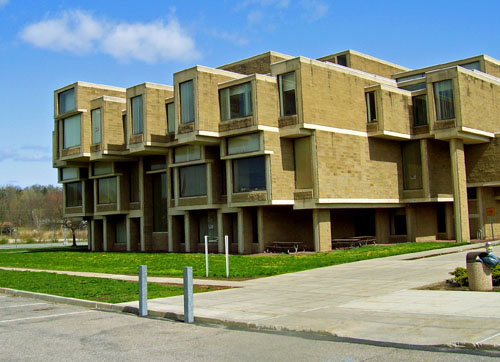
Orange Country Governament Centre
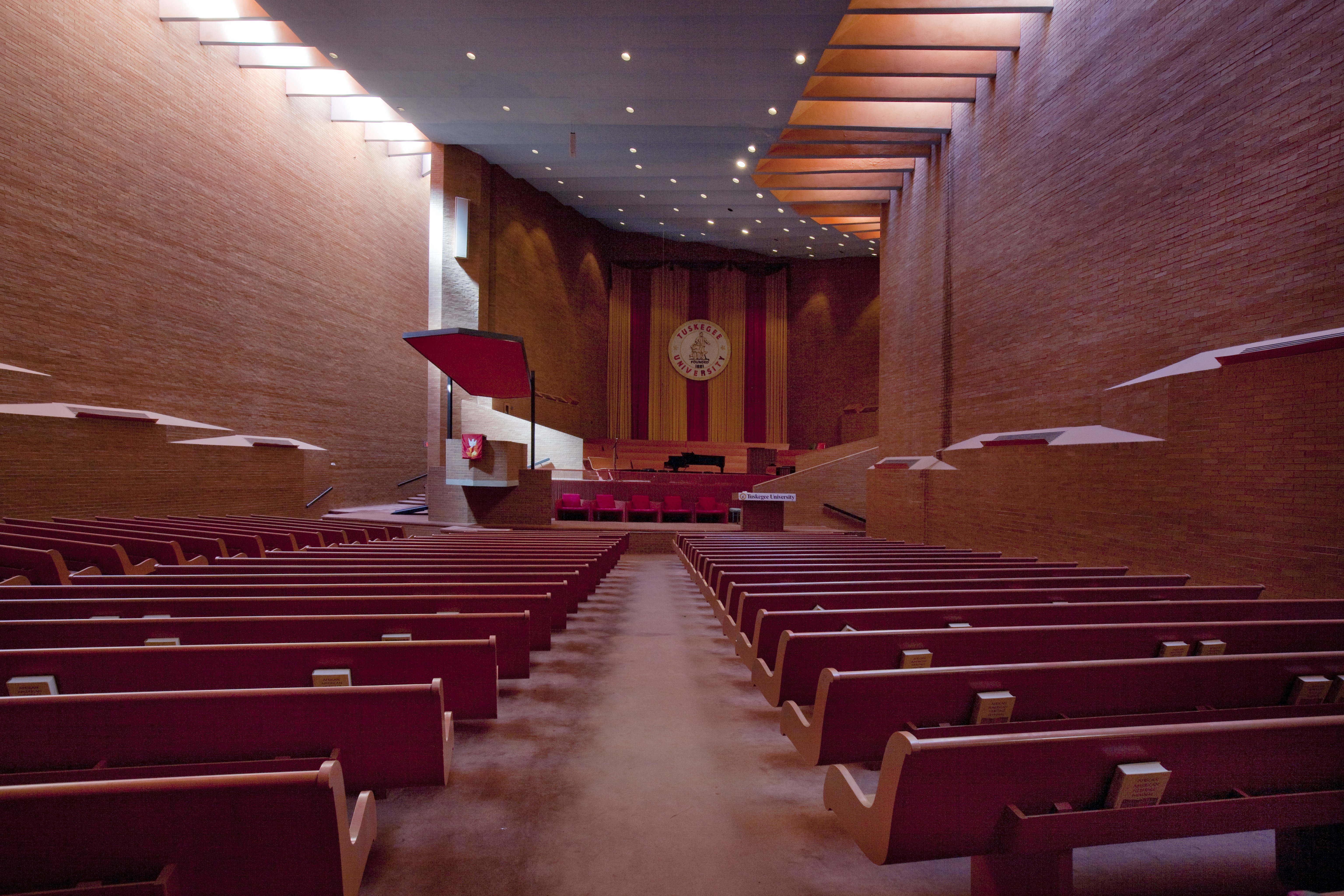
Capella della Tuskegee University
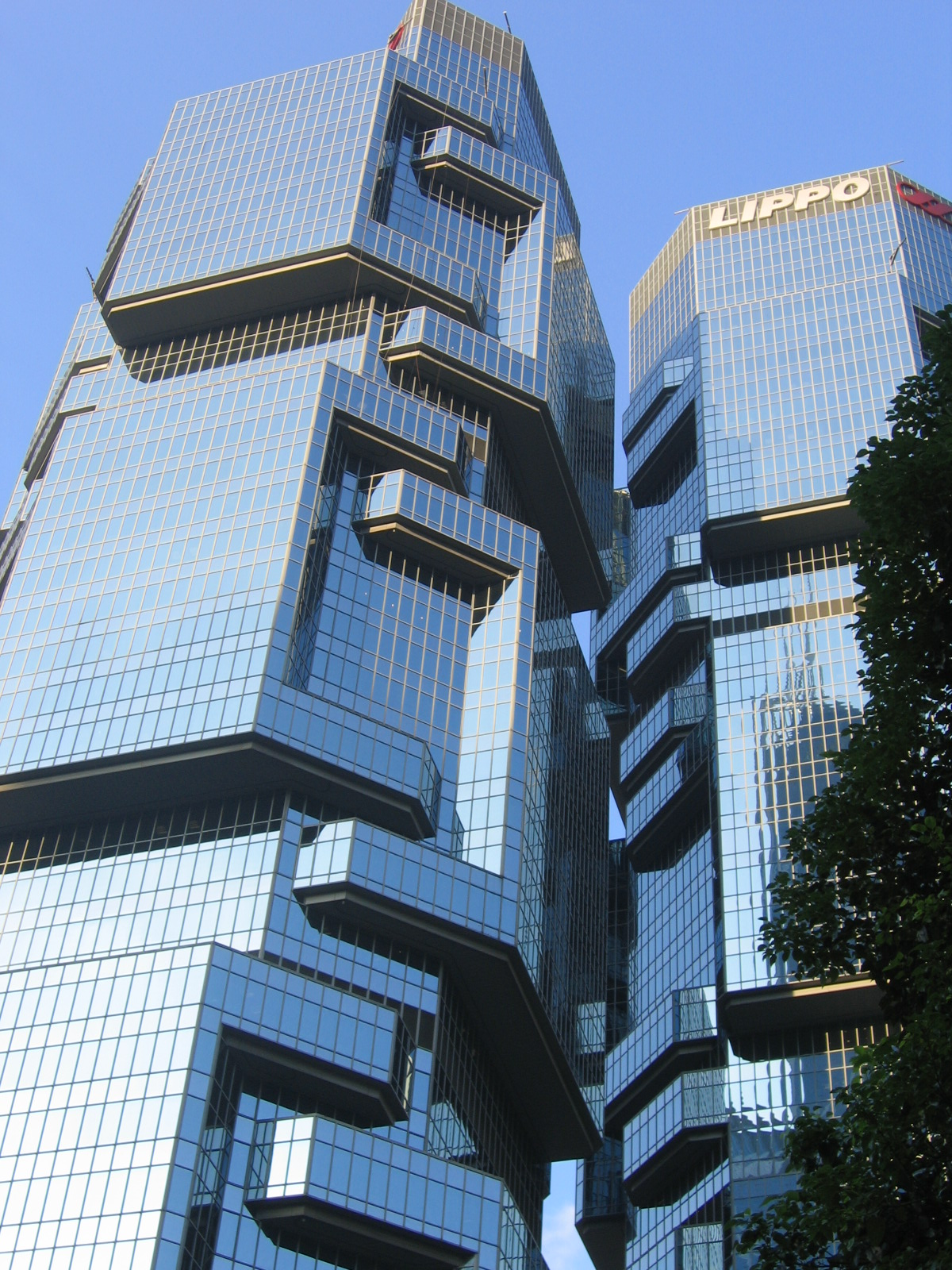
Lippo Centre